# بی‌درنگ (فیلم)
«بی‌درنگ» (انگلیسی: Real Tim)) فیلمی در ژانر کمدی-درام است که در سال ۲۰۰۸ منتشر شد. از بازیگران آن می‌توان به رندی کواید و جی باروشل اشاره کرد.